# ザ・ハプニングス
ザ・ハプニングス (The Happenings) は、1960年代に結成されたアメリカ合衆国のポップ・ミュージック・グループ。1960年代後半に、Billboard Hot 100 チャートにヒット曲を次々と送り込み、4曲がゴールドディスク（売り上げ百万枚以上）の認定を受けた。

## 概要
1965年に結成された当時のオリジナル・メンバーは、ボブ・ミランダ (Bob Miranda)、デイヴィッド・リバート (David Libert)、トム・ジュリアーノ (Tom Giuliano)、ラルフ・デヴィート (Ralph DiVito) の4人で、全員がニュージャージー州パターソン出身であった。1968年にデヴィートが抜け、代わってバーニー・ラポータ (Bernie LaPorta) が入った。またこのとき、新たにドラマーとしてレニー・コンフォルティ (Lenny Conforti) がツアーのバンドの一員に加わった。ラポータとコンフォルティは、ニュージャージー州北部で活動し、ザ・ハプニングスと一緒にツアーをしていたジ・エメラルド・イクスペリエンス (The Emerald Experience) というバンドのメンバーであった。バンドはこの編成でしばらく活動し、おもに大学キャンパスなどで公演をおこなったが、1970年にはリバートが、音楽業界の別の仕事に進むためにグループから脱退した。リバートは、様々なバンドのマネジメントの仕事に就き、ジョージ・クリントンとパーラメント/ファンカデリック、リヴィング・カラー、ブライアン・オーガー、ヴァニラ・ファッジ、ザ・ランナウェイズ（シェリー・カーリー、ジョーン・ジェット、リタ・フォード）、マザーズ・ファイネスト (Mother's Finest)、アリス・クーパー、イヴリン・キングなどを手がけた。
グループの最も大きなヒット曲は、もともと1959年にザ・テンポス (the Tempos) が最初に録音した「シー・ユー・イン・セプテンバー (See You in September)」（1966年）と、ジョージ・ガーシュウィンとアイラ・ガーシュウィンによる歌をグループ特有の明るく輝くようなスタイルで当世風にした「アイ・ガット・リズム」（1967年）であった。「シー・ユー・イン・セプテンバー」と「アイ・ガット・リズム」は、いずれも『ビルボード』誌のシングル・チャートに入って、前者は1966年に14週、後者は1967年に13週、トップ100にとどまり、それぞれが最高位の3位に達した時期が、学校暦の1966-1967年度の期首と期末にあたった。この2曲のレコード売り上げは、いずれも百万枚以上となり、アメリカレコード協会 (RIAA) からゴールドディスクに認定を1969年に受けた。
ザ・ハプニングスは、1967年から1968年にかけて、「シー・ユー・イン・セプテンバー」と「アイ・ガット・リズム」を含め、Billboard Hot 100 に9曲を送り込んだが、その中には、スティーヴ・ローレンス (Steve Lawrence) が1962年にチャート首位のヒットとした「ゴー・アウェイ・リトル・ガール」のカバー（最高12位）、1920年代にアル・ジョルスンによって人気が高まったジャズ歌曲「マイ・マミー」（最高13位）などが含まれていた。これら2曲も百万枚以上を売り上げ、グループにゴールド・ディスクをもたらした。ミュージカル『ヘアー (Hair)』からの曲のカバーである「Hare Krishna」（1969年）は、グループにとって最後の Hot 100 ヒットとなった。
バンドの当初からのコンセプトは、カバーバンドであり、その商業的成功の大部分は、他者の楽曲のカバーによるものであった。ミランダによると、グループの発足時の方針は、「既にヒットとなる可能性が証明されている楽曲を取り上げて、ひねりを加える (take a song that's already proven it could be a hit and put our spin on it)」というものであった。ただし後年には、自分たちが作った楽曲も取り上げるようになった。
バンドは存続して、活動を続けており、リード・シンガーのミランダだけが唯一オリジナル・メンバーとして残っている。クルーズ客船での公演では、自分たちの楽曲のほか、フランキー・ヴァリの楽曲や、「Runaround Sue」なども披露される。
ラポータは、ニュージャージー州ノース・アーリントン (North Arlington) の学校区で音楽教師として働き、学校暦の2006-2007年度で退職した。その後、ラポータは、ジョー・ジーサ&フレンズ (Joe Zisa & Friends) による『ジャージー・トリビュート (Jersey Tribute)』と題したショーに加わり、ジョー・ジーサ、ソル・セリット (Sal Sellitto)、レニー・コンフォルティ、デニス・オリッチョ (Dennis Oricchio)、トミー・ビアログロウ（Tommy Bialoglow：元デュプリーズ (The Duprees)）らとともに活動している。
2001年9月11日のアメリカ同時多発テロ事件以降、「シー・ユー・イン・セプテンバー」はラジオのコングロマリットであるクリア・チャンネル・コミュニケーションズ（Clear Channel Communications：後の iHeartMedia, Inc.）が覚書で指定した150曲のリスト (2001 Clear Channel memorandum) の中に含まれ、ラジオで放送されなくなった。この曲は恋人同士のふたりが、夏の間の別れを告げるという内容で、テロリズムとはまったく無関係である（この曲を避けるべしとする勧告は、歌詞の中に「9月（セプテンバー）」への言及があるということだけに基づくものであるように見える）。

## ディスコグラフィ

### シングル
| 年   | "A" 面                                 | "B" 面                           | 米  | 豪  | Label          |
| ---- | -------------------------------------- | -------------------------------- | --- | --- | -------------- |
| 1966 | "See You In September"                 | "He Thinks He's A Hero"          | 3   | 100 | B.T. Puppy 520 |
| 1966 | "Go Away Little Girl"                  | "Tea Time"                       | 12  | -   | B.T. Puppy 522 |
| 1966 | "Goodnight My Love"                    | "Lillies By Monet"               | 51  | -   | B.T. Puppy 523 |
| 1967 | "I Got Rhythm"                         | "You're In A Bad Way"            | 3   | 66  | B.T. Puppy 527 |
| 1967 | "My Mammy"                             | "I Believe In Nothing"           | 13  | 35  | B.T. Puppy 530 |
| 1967 | "Why Do Fools Fall In Love"            | "When The Summer Is Through"     | 41  | -   | B.T. Puppy 532 |
| 1968 | "Music Music Music"                    | "When I Lock My Door"            | 96  | -   | B.T. Puppy 538 |
| 1968 | "Randy"                                | "The Love Song Of Mommy And Dad" | 118 | -   | B.T. Puppy 540 |
| 1968 | "Breaking Up Is Hard To Do"            | "Anyway"                         | 67  | -   | B.T. Puppy 543 |
| 1969 | "Where Do I Go / Be-In / Hare Krishna" | "New Day Comin'"                 | 66  | 92  | Jubilee 5666   |
| 1969 | "El Paso County Jail"                  | "Won't Anybody Listen"           | -   | -   | Jubilee 5677   |
| 1969 | "Answer Me, My Love"                   | "I Need A Woman"                 | -   | -   | Jubilee 5686   |